# John Short
John Short – południowoafrykański zapaśnik walczący w obu stylach. Brązowy medalista igrzysk afrykańskich w 2007. Zdobył cztery medale na mistrzostwach Afryki w latach 2005 – 2007. Wicemistrz Wspólnoty Narodów w 2005 roku.